# 入野自由
入野 自由（いりの みゆ、1988年2月19日 - ）は、日本の男性声優、俳優、歌手。ジャンクション所属。

## 略歴
両親と観に行った劇団四季の舞台に興味を持ったことがきっかけで、4歳の時劇団ひまわりに入団し、その2年後に歴史ドラマ『コルチャック先生』（原題：Korczak）の幼い少年役を演じ俳優デビュー。同劇団には2006年3月まで所属し、ジャンクションへ移籍。
声優デビュー作は『逮捕しちゃうぞ』のショウ役で、楽しかったことを覚えているという。2001年に公開された『千と千尋の神隠し』（日本歴代興行収入第2位）でメインキャラクターのハク役のオーディションに合格する。同年『パラッパラッパー』のパラッパ（初代）役でテレビアニメ初主演を果たし、2002年の『キングダム ハーツ』で主役のソラを演じ知名度を広げた。2012年時点で芸歴20年を重ねており、2011年頃のインタビューでは「昔は年上ばっかりだったが、最近は自分と同年代の人と共演することが増えた」と語っている。明治学院高等学校卒業。
2009年6月24日、Kiramuneレーベルから歌手デビュー。
2010年、明治学院大学経済学部経営学科卒業。同年5月11日、Kiramuneレーベル内新ユニットとして、神谷浩史と「KAmiYU」を結成し、11月6日にデビュー。
2016年11月30日、翌年1月のソロライブを最後に海外留学のため、活動を一時休業することをブログで発表。
2021年9月3日、所属事務所ジャンクションの公式サイトにて結婚を報告した。

## 人物・特色
音域はC - F。
役柄としては純粋な少年や高校生役を演じることが多い。
吹き替えでは『君の名前で僕を呼んで』以降、ティモシー・シャラメを担当している。入野は同作で担当した際に、「男性女性に関わらず魅了されるルックスをしていますし、当時ティモシーは20歳ぐらいでしたが、大人でも子供でもない曖昧な年頃の心の機微を巧みに表現していて引き込まれました。」と、ティモシーのファンになったことを公言している。また、ティモシーの魅力については「生来の色気を持っている人だと思うのですが、それがどんどん洗練されていっている感じがします。どの作品もティモシーでありながら、ティモシーではない。それぞれの役で色気の出し引きをコントロールしているような感じがあるんですよね。ほんとに魅力的で、謎めいた俳優だと思います。」と評価しており、吹替を通して共に歩んできたことから現在では「彼と一緒に歩んでいる気持ちもあります。」と一心同体になっていることも明かしている。
子役時代から宮野真守とは共演作が多く、付き合いも長い（『キングダム ハーツ シリーズ』・『機動戦士ガンダム00』・『ウルトラマンゼロ外伝 キラー ザ ビートスター』・『STAR DRIVER 輝きのタクト』など）。
『千と千尋の神隠し』のハク役はオーディションで決まったが、決まった途端に子供ながらに緊張感を抱いたと語る。学校の友達からもハクの映ったカタログを持ってきて「これ君でしょ!」と言われたことはあったが、すぐにそういった訪問はなくなったという。また、ハクは声変わり途中の時に演じたため、声が変わってしまった今は演じることが難しいと話している。
『Yes!プリキュア5』のナッツ（夏）役では、最初は自分でもその配役に驚いていたという。青年と妖精と切り替えて演技していくうえ、どちらもやったことのない役柄だったため、「当初は試行錯誤していた」と語る。
『キングダム ハーツ シリーズ』では一貫してソラを演じている。『キングダム ハーツ バース バイ スリープ』ではソラと同じ顔をした悪役・ヴァニタス役に抜擢された。ディレクターの野村哲也によれば、入野はヴァニタスを「ノリノリで演じていた」と語っている。
DEENの大ファンであり、そのことを本人たちに伝えたことがきっかけでDEENのボーカル池森秀一作詞、キーボード山根公路作曲の 「VOICE〜ここから始まる愛〜」とカップリングの池森秀一作詞、ギター田川伸治作曲の「Paint the Sky」を提供された。
大の特撮好きでもあり、『仮面ライダーオーズ/OOO』では、アンク（ロスト）の声を担当することになる。途中参加という形であったが、入野は視聴者として第1話からリアルタイムで番組を見ていたため、スタッフが作品の設定や世界観を説明する必要は一切なかったという。
留学期間は半年で、英語に触れ、ヨーロッパの演劇を見て回ることが目的だった。主な滞在先はロンドンで、最初の2か月半は語学学校に通っていた。その後鞄一つでヨーロッパを一周し、各地の演劇を見て回ったという。日記や留学中に書き溜めたものを基にミニアルバム「Live Your Dream」を制作した。
特技はサッカー、バスケットボール、タップダンス。

## 出演
太字はメインキャラクター。

### テレビアニメ
1996年
- 逮捕しちゃうぞ（しょう）

2001年
- パラッパラッパー（2001年 - 2002年、パラッパ）

2002年
- 攻殻機動隊 STAND ALONE COMPLEX（オンバ）

2003年
- WOLF'S RAIN（ハス）
- D・N・ANGEL（丹羽大助）

2004年
- KURAU Phantom Memory（イヴォン）
- 魁!!クロマティ高校（城戸治）
- ジパング（角松洋介〈少年時代〉）
- 蒼穹のファフナー（春日井甲洋）
- 風人物語（潤）
- MADLAX（クリス）

2005年
- アイシールド21（2005年 - 2008年、小早川瀬那）
- スターシップ・オペレーターズ（結城シメイ）
- ツバサ・クロニクル（2005年 - 2006年、小狼） - 2シリーズ

2006年
- ウィンターガーデン（仙波拓郎）
- エア・ギア（鵺）
- 銀色のオリンシス（トキト）
- D.Gray-man（ナレイン）
- ふたりはプリキュア Splash Star（2006年 - 2007年、宮迫学）
- よみがえる空 -RESCUE WINGS-（吉岡悟）

2007年
- Yes!プリキュア5（2007年 - 2009年、ナッツ / 夏） - 2シリーズ
- 機動戦士ガンダム00（2007年 - 2009年、沙慈・クロスロード、HARO） - 2シリーズ
- DARKER THAN BLACK -黒の契約者-（黒〈少年時代〉）
- 鉄子の旅（群衆）
- ONE PIECE（2007年 - 2025年、ジロー、サボ〈2代目〉）

2008年
- おじゃる丸（ペレ・サントス）
- 黒塚 KUROZUKA（久遠、狸々）
- 屍姫 赫（高遠）
- ネオ アンジェリーク Abyss（エレンフリート） - 2シリーズ
- 鉄腕バーディー DECODE（2008年 - 2009年、千川つとむ） - 2シリーズ

2009年
- アスラクライン（夏目智春、夏目直貴） - 2シリーズ
- 空中ブランコ（津田雄太）※実写としても出演
- クッキンアイドル アイ!マイ!まいん!（やすのしん）
- クロスゲーム（2009年 - 2010年、樹多村光）
- シャングリ・ラ（カナリア）
- 絶対可憐チルドレン（火野カガリ）
- 07-GHOST（シュリ＝オーク）
- 戦う司書 The Book of Bantorra（コリオ＝トニス）
- 初恋限定。（財津衛）
- 花咲ける青少年（セズン）
- Phantom 〜Requiem for the Phantom〜（ツヴァイ〈吾妻玲二〉）
- メタルファイト ベイブレード（2009年 - 2012年、大鳥翼） - 4シリーズ

2010年
- オオカミさんと七人の仲間たち（森野亮士）
- おおきく振りかぶって 〜夏の大会編〜（川島公）
- こばと。（小狼）
- それでも町は廻っている（真田広章）
- 伝説の勇者の伝説（フィオル・フォークル）
- ぬらりひょんの孫（2010年 - 2011年、トサカ丸、男） - 2シリーズ
- 毎日かあさん（青年）

2011年
- あの日見た花の名前を僕達はまだ知らない。（宿海仁太〈じんたん〉）
- UN-GO（速水星玄）
- 君と僕。（2011年 - 2012年、橘千鶴） - 2シリーズ
- STAR DRIVER 輝きのタクト（コモリ・ナツオ）
- セイクリッドセブン（鏡誠）
- 電波女と青春男（丹羽真）
- TIGER & BUNNY（アイザック）
- 遊☆戯☆王ZEXAL（2011年 - 2014年、アストラル、No.96 ブラックミスト） - 2シリーズ
- ラストエグザイル-銀翼のファム-（ニコロ）

2012年
- しろくまカフェ（カピバラキッズ）
- 男子高校生の日常（タダクニ 他）
- つり球（ハル）
- 謎の彼女X（椿明）
- NARUTO -ナルト- 疾風伝（2012年 - 2016年、波風ミナト〈幼少〉、四代目水影・やぐら、犀犬）
- ひだまりスケッチ×ハニカム（吉野屋先生の弟）
- 氷菓（杉村二郎）
- Fate/Zero（衛宮切嗣〈子供時代〉）
- ポケットモンスター ベストウイッシュ（マサオミ）

2013年
- カーニヴァル（ヨタカ）
- キューティクル探偵因幡（野崎圭）
- ちはやふる シリーズ（2013年 - 2020年、筑波秋博） - 2シリーズ
- 〈物語〉シリーズ（2013年 - 2015年、エピソード） - 2シリーズ

2014年
- 神々の悪戯（アポロン・アガナ・ベレア）
- キャプテン・アース（真夏ダイチ）
- ハイキュー!!（2014年 - 2020年、菅原孝支） - 5シリーズ / 2015・2017年に総集編4作品劇場上映

2015年
- おそ松さん（2015年 - 2025年、松野トド松 / 門松 / トド子 / トド馬 / トド美 / トティ美 / F6トド松、エスパーニャンコ以外の猫、入野自由） - 4シリーズ + 特別編
- 終わりのセラフ（百夜優一郎） - 2シリーズ
- 蒼穹のファフナー EXODUS（春日井甲洋）

2016年
- ほのぼのログ（瑛太、京介 他）
- モブサイコ100（2016年 - 2022年、影山律） - 3シリーズ

2018年
- あまんちゅ!〜あどばんす〜（ピーター）
- BEATLESS（ヒギンズ） - 2シリーズ
- 深夜!天才バカボン（バカボン、新しい下着、おなかをくだしたうんこ）
- 風が強く吹いている（2018年 - 2019年、柏崎茜〈王子〉）

2019年
- 真夜中のオカルト公務員（姫塚セオ）
- キャロル&チューズデイ（ロディ）
- トロールズ: シング・ダンス・ハグ!（ミスターキラキラケーキ）
- 文豪ストレイドッグス（カルマ）
- BAKUMATSUクライシス（世阿弥）
- ポチっと発明 ピカちんキット（ビリー・ザ・キッド）
- BORUTO-ボルト- NARUTO NEXT GENERATIONS（犀犬）
- この音とまれ!（山本大心）

2020年
- 織田シナモン信長（リス〈明智光秀〉） - 「入栗鼠自由」名義

2021年
- RE-MAIN（一ノ瀬浩）
- プラチナエンド（2021年 - 2022年、架橋明日）

2022年
- 平家物語（平維盛）
- デジモンゴーストゲーム（もんざえモン）
- ユーレイデコ（フィン）

2023年
- デキる猫は今日も憂鬱（店長、元カレ）
- キボウノチカラ〜オトナプリキュア'23〜（ナッツ / 夏）

2024年
- うる星やつら (2022)（因幡）
- 貼りまわれ!こいぬ（犬始さら敏）
- ドッグシグナル（林温之）
- 烏は主を選ばない（若宮〈奈月彦〉）
- グレンダイザーU（デューク・フリード）
- ふしぎ駄菓子屋 銭天堂（弓削前湊斗）

2025年
- 青の祓魔師 終夜篇（リック・リンカーン）
- チ。-地球の運動について-（マズル）
- CITY THE ANIMATION（真壁立涌）
- DIGIMON BEATBREAK（天馬トモロウ）

### 劇場アニメ
2001年
- 千と千尋の神隠し（ハク）

2005年
- 劇場版ツバサ・クロニクル 鳥カゴの国の姫君（小狼）
- 劇場版xxxHOLiC 真夏ノ夜ノ夢（小狼）

2006年
- 真救世主伝説 北斗の拳 ラオウ伝 殉愛の章（シバ）

2007年
- 映画 Yes!プリキュア5シリーズ（2007年 - 2008年、ナッツ / 夏） - 2作品

2009年
- 映画 プリキュアオールスターズDXシリーズ（2009年 - 2011年、ナッツ /  夏、宮迫学） - 3作品

2010年
- 劇場版 機動戦士ガンダム00 -A wakening of the Trailblazer-（沙慈・クロスロード）
- 劇場版“文学少女”（井上心葉）
- 劇場版メタルファイト ベイブレードVS太陽 灼熱の侵略者ソルブレイズ（大鳥翼）

2011年
- UN-GO episode:0 因果論（速水星玄）
- 劇場版 テニスの王子様 英国式庭球城決戦!（ピーター）
- トワノクオン（タカオ）
- 星を追う子ども（シュン、シン）

2012年
- セイクリッドセブン 銀月の翼（鏡誠）
- 劇場版 TIGER & BUNNY -The Beginning-（アイザック）

2013年
- 劇場版 あの日見た花の名前を僕達はまだ知らない。（宿海仁太〈じんたん〉）
- 言の葉の庭（タカオ〈秋月孝雄〉）
- スタードライバー THE MOVIE（コモリ・ナツオ）
- ルパン三世VS名探偵コナン THE MOVIE（エミリオ・バレッティ）

2015年
- 百日紅 〜Miss HOKUSAI〜（吉弥）

2016年
- 映画 聲の形（石田将也）
- 傷物語〈II 熱血篇〉（エピソード）

2018年
- さよならの朝に約束の花をかざろう（エリアル）

2019年
- えいがのおそ松さん（松野トド松）

2020年
- 劇場版 ごん -GON, THE LITTLE FOX-（兵十）

2021年
- 映画 ヒーリングっど♥プリキュア ゆめのまちでキュン!っとGoGo!大変身!!（ナッツ）
- 神在月のこども（夜叉）

2022年
- ドラゴンボール超 スーパーヒーロー（Dr.ヘド）
- おそ松さん〜ヒピポ族と輝く果実〜（松野トド松）

2023年
- おそ松さん〜魂のたこ焼きパーティーと伝説のお泊り会〜（松野トド松）
- 北極百貨店のコンシェルジュさん（二ホンオオカミ）

2024年
- 劇場版ハイキュー!! ゴミ捨て場の決戦（菅原孝支）
- デッドデッドデーモンズデデデデデストラクション（大葉圭太） - 前後章
- 劇場版モノノ怪 唐傘（天子）

2025年
- ベルサイユのばら（ベルナール・シャトレ）

### OVA
1995年
- 逮捕しちゃうぞ（しょう）

2007年
- ツバサシリーズ（2007年 - 2009年、小狼） - 『TOKYO REVELATIONS』『春雷記』

2009年
- 限定少女。（財津衛）
- “文学少女”シリーズ（2009年 - 2010年、井上心葉） - 『今日のおやつ』『メモワール』
- xxxHOLiC 春夢記（小狼）

2010年
- 怪物王女（2010年 - 2011年、ヒロ） - コミックス第13・14・16巻限定版
- 絶対可憐チルドレン 〜愛多憎生!奪われた未来?〜（火野カガリ）
- 模型戦士ガンプラビルダーズ ビギニングG（タツ・シマノ）

2011年
- エア・ギア 黒の羽と眠りの森 -Break on the sky- Trick2（美鞍葛馬）
- 聖闘士星矢 THE LOST CANVAS 冥王神話（トクサ）
- 戦場のヴァルキュリア3 誰がための銃瘡（ジグ）
- ノラゲキ!（好青年）

2012年
- コードギアス 亡国のアキト（2012年 - 2016年、日向アキト）
- 謎の彼女X〜謎の夏祭り〜（椿明） - コミック第9巻DVD付き限定版

2013年
- アイアンマン：ライズ・オブ・テクノヴォア（エゼキエル・ステイン）
- ちはやふる（筑波秋博） - コミックス第22巻DVD付き限定版

2015年
- ハイキュー!!（菅原孝支） - コミックス第15巻アニメDVD付き予約限定版
- ヒーローカンパニー（アマノ・ギンガ） - コミックス第8巻アニメDVD付き特装版

2016年
- 終わりのセラフ（百夜優一郎） - コミックス第11巻アニメDVD付き予約限定版

2019年
- モブサイコ100 第一回霊とか相談所慰安旅行〜ココロ満たす癒やしの旅〜（影山律）
- 蒼穹のファフナー THE BEYOND（春日井甲洋）

2024年
- コードギアス 奪還のロゼ（日向アキト）

### Webアニメ
- 亡念のザムド（2008年、成長したヤンゴ）
- ば〜が〜たいむ（2012年、ニエ）
- ポケットモンスター ブラック2・ホワイト2 紹介spムービー（2012年、主人公〈男の子〉）
- メガトン級ムサシ パイロットフィルム（2016年、浅海輝[100]）
- スーパードラゴンボールヒーローズ プロモーションアニメ（2020年、サイヤ人男HR〈男の子〉）
- Pokémon Evolutions（2021年、ホップ）
- 悪魔くん（2023年、竹熊）

### ゲーム
2002年
- キングダム ハーツ シリーズ（2002年 - 2020年、ソラ、データ・ソラ、ヴァニタス） - 15作品
- ラクガキ王国（モノ）

2003年
- D・N・ANGEL TV Animation Series〜紅の翼〜（丹羽大助）

2005年
- エウレカセブン TR1:NEW WAVE（ムーンドギー〈幼少時〉）
- サモンナイト クラフトソード物語 〜はじまりの石〜（レミィ）
- ツバサ・クロニクル（小狼）

2006年
- スペクトラルフォース3 イノセントレイジ（ビギナ）
- みんなのテニス（ユウキ）

2007年
- サモンナイト ツインエイジ 〜精霊たちの共鳴〜（アルド）

2008年
- ネオ アンジェリーク Special（エレンフリート）

2009年
- SDガンダム GGENERATION（2009年 - 2019年、HARO、沙慈・クロスロード、タツ・シマノ） - 5作品
- 機動戦士ガンダム ガンダムvs.ガンダムNEXT PLUS（沙慈・クロスロード）
- サイキン恋シテル?（相羽壮平）
- サンデーVSマガジン 集結!頂上大決戦
- 電撃学園RPG Cross of Venus（夏目智春）
- VitaminZ（方丈慧）
- メタルファイト ベイブレード ガチンコスタジアム（大鳥翼）
- メタルファイト ベイブレード 爆誕!サイバーペガシス（大鳥翼）
- ワンド オブ フォーチュン（エスト・リナウド）

2010年
- カエル畑DEつかまえて☆彡（広瀬優希）
- カエル畑DEつかまえて ポータブル（広瀬優希）
- カエル畑DEつかまえて・夏 千木良参戦!（広瀬優希）
- 機動戦士ガンダム エクストリームバーサス（2010年 - 2016年、沙慈・クロスロード） - 5作品
- ゴッドイーター バースト（カレル・シュナイダー）
- TAKUYO Mix Box 〜ファーストアニバーサリー〜（広瀬優希）
- ドラゴンボールヒーローズ（2010年 - 2019年、ビート〈ワールドミッション主人公〉 / グレートサイヤマン4号、サイヤ人アバターヒーロータイプ） - 6作品
- Happy☆Magic! 〜ハピ☆マジ!〜（水無月白夜）
- VitaminZ Revolution（方丈慧）
- メタルファイト ベイブレード 爆神スサノオ襲来!（大鳥翼）
- メタルファイト ベイブレード ポータブル 超絶転生!バルカンホルセウス（大鳥翼）
- メタルファイト ベイブレード 頂上決戦!ビッグバン・ブレーダーズ（大鳥翼）
- 恋愛番長 命短し、恋せよ乙女! Love is Power（風紀番長）
- ワンド オブ フォーチュン 〜未来へのプロローグ〜（エスト・リナウド）
- ワンド オブ フォーチュン ポータブル（エスト・リナウド）
- ワンド オブ フォーチュン 〜未来へのプロローグ〜 ポータブル（エスト・リナウド）

2011年
- カエル畑DEつかまえて・夏 千木良参戦! ぽーたぶる（広瀬優希）
- 戦場のヴァルキュリア3（ジグ）
- 第2次スーパーロボット大戦Z 破界篇（HARO）
- ファイナルファンタジー零式（エイト）
- Black Robinia（橘晃太郎）
- 遊☆戯☆王ゼアル デュエルターミナル（アストラル）
- VitaminXtoZ（方丈慧）
- ワンド オブ フォーチュン2 〜時空に沈む黙示録〜（エスト・リナウド）

2012年
- あの日見た花の名前を僕達はまだ知らない。（宿海仁太〈じんたん〉）
- 恋は校則に縛られない!（鳴神鴻）
- 第2次スーパーロボット大戦Z 再世篇（沙慈・クロスロード、HARO）
- 十鬼の絆 〜関ヶ原奇譚〜（南雲秀）
- 百鬼夜行〜怪談ロマンス〜（椿宗次郎）
- Phantom -PHANTOM OF INFERNO-（Xbox 360版）（ツヴァイ〈吾妻玲二〉）
- 嫁コレ（日向アキト、方丈慧、鳴神鴻）
- 恋愛番長2 MidnightLesson!!!（風紀番長）
- ワンド オブ フォーチュン2 FD 〜君に捧げるエピローグ〜（エスト・リナウド）

2013年
- 神々の悪戯（アポロン・アガナ・ベレア）
- スーパーロボット大戦Operation Extend（沙慈・クロスロード）
- スーパーロボット大戦UX（春日井甲洋）
- 十鬼の絆 花結綴り（南雲秀）
- NARUTO -ナルト- 疾風伝 ナルティメットストーム3（四代目水影・やぐら）
- 百物語〜怪談ロマンス〜（椿宗次郎）
- VitaminZ Graduation（方丈慧）
- VitaminZ Revolution（方丈慧）
- マクロス30 銀河を繋ぐ歌声（リオン・榊）
- 遊☆戯☆王ゼアル 激突!デュエルカーニバル!（アストラル、ゼアル、No.96）

2014年
- ゴッドイーター2 ANOTHER EPISODE 防衛班の帰還（カレル・シュナイダー）
- 戦国BASARA4（山中鹿之介）
- NARUTO -ナルト- 疾風伝 ナルティメットストームレボリューション（やぐら）
- ハイキュー!! 繋げ!頂の景色!!（菅原孝支）

2015年
- 終わりのセラフ 運命の始まり（百夜優一郎）
- 終わりのセラフ BLOODY BLADES（百夜優一郎）
- キャプテン・アース Mind Labyrinth（真夏ダイチ）
- ゴッドイーター2 レイジバースト（カレル・シュナイダー）
- スーパーロボット大戦BX（リオン・榊）
- 戦国BASARA4 皇（山中鹿之介）
- ドラゴンクエストVIII 空と海と大地と呪われし姫君（サーベルト）
- ボーイフレンド（仮）（奥結望）
- ROOT∞REXX（橘伊織）

2016年
- おそ松さんのへそくりウォーズ〜ニートの攻防〜（松野トド松）
- おそ松さん 松まつり!（松野トド松）
- 神々の悪戯 InFinite（アポロン・アガナ・ベレア）
- 消滅都市2（ソウマ(失われし世界)）
- 戦国BASARA 真田幸村伝（山中鹿之介）
- NARUTO -ナルト- 疾風伝 ナルティメットストーム4（やぐら）
- ハイキュー!! Cross team match!（菅原孝支）
- マクロスΔスクランブル（リオン・榊）
- ワンド オブ フォーチュン R（エスト・リナウド）

2017年
- おそ松さん THE GAME はちゃめちゃ就職アドバイス -デッド オア ワーク-（トド松）
- ネオ アンジェリーク 天使の涙（エレンフリート）

2018年
- デジモンリアライズ（玉田慧斗）
- 機動戦士ガンダム エクストリームバーサス2（2018年 - 2023年、沙慈・クロスロード） - 3作品

2019年
- セブンズストーリー（松野トド松）
- 戦国BASARA バトルパーティー（山中鹿之介）

2020年
- 遊戯王 デュエルリンクス（アストラル、ゼアル）

2021年
- スーパーロボット大戦DD（2021年 - 2024年、沙慈・クロスロード、日向アキト、デューク・フリード）
- コードギアス Genesic Re;CODE（日向アキト）
- 大乱闘スマッシュブラザーズ SPECIAL（ソラ） - DLC追加キャラクター
- 共闘ことばRPG コトダマン（菅原孝支）

2022年
- ファンタシースターオンライン2（クッカ）
- 原神（セノ）

2023年
- コードギアス 反逆のルルーシュ ロストストーリーズ（2023年 - 2024年、日向アキト）
- 夢職人と忘れじの黒い妖精（シハル）

2024年
- キャプテン翼 〜たたかえドリームチーム〜（ケビン・中邑）
- ユニコーンオーバーロード（レックス）
- ドラゴンボール ザ ブレイカーズ（Dr.ヘド）

2025年
- ファイアーエムブレム ヒーローズ（エルム）

時期未定
- 神角技巧と11人の破壊者 中国版（ミヤビ＝ブラックガーデン）

### アプリ
- 癒守石（そら）
- しゃべってコンシェル（松野トド松）

### ドラマCD
- アイシールド21 DRAMA FIELD 1（小早川瀬那）
- アスラクライン シリーズ（夏目智春）
  - ドラマCD「アスラクライン番外編 僕と彼女が居た風景」※DVD3巻特典
  - ドラマCD「アスラクライン番外編 けぶる湯煙、浮かぶ推定Fカップ」※DVD5巻特典
  - ドラマCD「アスラクライン番外編 洛高の魔女についてのいくつかの事情」※DVD2 3巻特典
  - ドラマCD「アスラクライン番外編 ずっとキミを見ていた」※DVD2 5巻特典
- UN-GO シリーズ（速水星玄）
  - オーディオ・ドラマ 第2章「不連続正解事件」※DVD2特典
  - オーディオ・ドラマ 第4章「桜の森の満開のホニャララの、のが多い」※DVD4特典
- Yes!プリキュア5 シリーズ（ナッツ / 夏）
  - ドラマ&Vocalアルバム1 ココ&ナッツ 〜二人の王子〜
  - ドラマ&Vocalアルバム2 ココ&ナッツ 〜先生と店長〜
- 癒守石02（そら）
- 歌姫（カイン）
- L♥DK（小峰翔太）※コミックス第8巻ドラマCD付き特装版
- オオカミさんと七人の仲間たち シリーズ（森野亮士）
  - ドラマCD「おおかみさんとおむすびころりん対決」
  - キャスト朗読CD ※第1 - 3・5・6巻DVD特典
- おそ松さん 6つ子のお仕事体験ドラ松CD シリーズ
  - 十四松＆トド松『警察官』
  - カラ松＆トド松withトト子『ホストクラブ』
  - おそ松＆カラ松＆チョロ松＆一松＆十四松＆トド松『お仕事アラカルト』
- 終わりのセラフ BD特典2ドラマCD（百夜優一郎）
- カーニヴァル シリーズ（ヨタカ）
  - カーニヴァル 飛べない翼／人魚の瓶
  - カーニヴァル ゼロサムオリジナルドラマCD「カーニヴァル 明日の約束」
- 神々の悪戯 ドラマCD（アポロン・アガナ・ベレア）
  - 神々の悪戯 ドラマCD
  - オリジナルドラマCD『神々の秘湯（いやし）』※BDIII特典
- カミヨミ シリーズ（日明天馬）
  - ドラマCD「天馬のそれなりな日常」※『月刊Gファンタジー』2006年10月号付録
  - ドラマCD カミヨミ
- 機動戦士ガンダム00 シリーズ（沙慈・クロスロード）
  - 機動戦士ガンダム00 CDドラマ・スペシャル アナザーストーリー MISSION-2306
  - 機動戦士ガンダム00 アナザーストーリー「4MONTH FOR 2312」
- きみにしか聞こえない CALLING YOU（野崎シンヤ）
- 君と僕。 シリーズ DVD/CD特典（橘千鶴）
  - 「君と僕。」OP／7!! - バイバイ期間生産限定盤ショートドラマ
  - 「君と僕。」 第2巻 アニメイト限定版特典 カレンダーCD「5人と一緒に過ごす一年!」
  - 「君と僕。」 第3巻 オリジナル ドラマCD「サマータイム・ホームワーク」
  - 「君と僕。2」OP／「ずっと」期間生産限定アニメ盤ミニドラマ
  - 「君と僕。2」 第2巻ドラマCD②「檸檬色の思い出」
- 吟遊黙示録マイネリーベ ドラマCD2 疑惑の夢（コンラッド）
- 月刊男前図鑑 シリーズ（騎士）
  - 従者編 白盤
  - 従者編 黒盤※「キャストクレジットトーク」のみ
- 幻獣降臨譚（ディクス）
- 恋は校則に縛られない! シリーズ（鳴神鴻）
  - 恋は校則に縛られない! ドラマCD「ようこそユニ高へ!」※『girl's style』10月号付録
  - 恋は校則に縛られない! ドラマCD「夏とパフェと理事長と」※『シルフ』2013年1月号付録
- コードギアス 亡国のアキトシリーズ（日向アキト）
  - コードギアス 亡国のアキト DVD第1章 ドラマCD パリ、第8区の午後
  - コードギアス 亡国のアキト Sound Episode1 - 3
- GOSICK -ゴシック-（久城一弥）
- ゴッドイーター バースト ドラマ&オリジナル・サウンドトラック（カレル・シュナイダー）
- 魁!!クロマティ高校 特別編 CDドラマアルバム（子供）
- 十鬼の絆（南雲秀）
  - 十鬼の絆 ドラマCD 〜伝説の果実〜[145]
  - 十鬼の絆 花結綴りドラマCD 男達の親睦会 〜鬼鍋を囲んで〜[146]
  - 十鬼の絆 花結綴り ドラマCD 男達の試練 〜鬼の湯への道のり〜
- セイクリッドセブンシリーズ（鏡誠）
  - ドラマ・キャラクターアルバムII Fragment of S7 鏡誠×藍羽メイド隊S7
  - ドラマ・キャラクターCD III Fragment of S7
- 07-GHOST 〜ミカエル〜（シュリ＝オーク）
- 蒼穹のファフナー ドラマCD1 STAND BY ME（春日井甲洋）
- タブロウ・ゲート（氷川サツキ）
- 男子高校生の日常 シリーズ（タダクニ）
  - ボイスドラマ 「男子高校生の見せられない日常」※DVD1 - 4・6特典
- ツバサ・クロニクル シリーズ（小狼）
  - 「王宮のマチネ」Chapter.1 〜水上都市コラル〜
  - 「王宮のマチネ」Chapter.2 〜ありえないゴール〜
  - 「王宮のマチネ」Chapter.3 〜言えないセリフ〜
  - 「私立堀鐔学園」第1話・バレンタインデーにドッキドキ!
  - 「私立堀鐔学園」第2話・堀鐔祭準備中にドッキドキ!
  - 「私立堀鐔学園」第3話・宝探しゲームにドッキドキ!（小狼、小龍）
  - 「私立堀鐔学園」第4話・堀鐔学園お昼のラジオ・放課後まで待てない!（小狼、小龍）
- つり球 シリーズ（ハル）
  - TSURITAMA CD COLLECTION：02 リジナルドラマCD<1> “ハルの看病奮闘記” ※DVD2特典
  - TSURITAMA CD COLLECTION：03 リジナルドラマCD<2> “ハリキって学園祭！” ※DVD4特典
- di［e］ce-ダイス-（成瀬輝月）
- di［e］ce-ダイス-〜タイムリミット〜（成瀬輝月、新崎諒）
- DEARS シリーズ（冬の妖精『プリムラ』）
  - DEARS 花言葉物語〜青の季節〜
  - DEARS 花言葉物語〜ラッキーフラワー占い〜
- D・N・ANGEL シリーズ（丹羽大助）
  - D・N・ANGELドラマCD CUTE
  - D・N・ANGELドラマCD SWEET
- decade Yukiru Sugisaki 10th Anniversary（丹羽大助）
- トワノクオン シリーズ（タカオ）
  - ドラマCD「あなたを・もっと・知りたくて」※第1巻特典
  - ドラマCD「笑って許して」※第2巻特典
  - ドラマCD「グルメファイター」※第3巻特典
- 謎の彼女X シリーズ（椿明）
  - 謎の彼女X ※8巻限定版特別付録ドラマCD
  - ドラマCD「謎の手作りデザート」※DVD5特典
  - ドラマCD「謎の肉食女子」※DVD6特典
- なんでも屋ナンデモアリ（田宮俊）
- 虹色の王子様 ドラマCD 第1巻（神城宙）
- ぬらりひょんの孫 シリーズ（トサカ丸）
  - ぬらりひょんの孫 キャラクターCDシリーズ 雪女＆三羽鴉 / ドラマCD
  - ぬらりひょんの孫 ドラマCD「今日から四羽鴉!?」※DVD第6巻特典
- ネオ アンジェリーク シリーズ（エレンフリート）
  - ネオ アンジェリーク 〜たそがれの騎士〜
  - ネオ アンジェリーク〜あかつきの天使〜
  - ヴォーカル集 ネオ アンジェリーク Special 〜gold note〜
  - ネオ アンジェリーク Abyss バラエティーCD vol.1 アルカディア パラダイス
  - ネオ アンジェリーク Abyss バラエティーCD vol.2 アルカディア パラダイス2
- Happy☆Magic! ラブ×2デートCD 水無月白夜（水無月白夜）
- ハイキュー!! シリーズ（菅原孝支）
  - ハイキュー ※9巻限定版特別付録ドラマCD
  - オーディオドラマ「田中せんぱいの悪夢」※BD1特典
  - オーディオドラマ「Tシャツ裏事情」※BD2特典
  - オーディオドラマ「ノヤっさんがモテない理由」※BD3特典
  - オーディオドラマ「烏野高校排球部のクリスマス」※BD6特典
  - 烏野高校排球部 3年生チーム座談会 ※BD9特典
- 初恋限定。シリーズ（財津衛）
  - 「恋せよ乙女！ドキドキ☆カーニバル〜」
  - TVアニメ『初恋限定。』ドラマCD「虹色ドロップ」
- VitaminZ シリーズ（方丈慧）
  - VitaminZ ドラマCD -Part.1- 〜Dokidokiびたみん♪ 君と一晩すぺくたくる〜
  - VitaminZ ドラマCD -Part.2- 〜Haraharaびたみん♪ 恋はいつでもすりりんぐ〜
  - VitaminX-Z ドラマCD「〜秘密倶楽部でつかまえて〜SADISTIC SIDE〜」
  - VitaminX-Z ドラマCD「〜秘密倶楽部でつかまえて〜MASOCHISTIC SIDE〜」
  - VitaminZ × 羊でおやすみシリーズ Vol.5 「夏合宿でおやすみ」
  - VitaminZ キャラクターソングCD 方丈慧&方丈那智編 / 「VitaminZ ミニドラマ『pipopa! ピッポー君』」
- Fate/Zero Sound Drama 4「煉獄の炎」（衛宮切嗣〈少年時代〉）
- Black Robinia シリーズ（橘晃太郎）
  - Black Robinia ドラマCD1 Boys, boys come out play
  - Black Robinia ドラマCD2 London Stage
  - Black Robinia ドラマCD3 Red sky at night
  - Black Robinia プレリュードドラマCD Ding, Dong, Bell
- “文学少女”シリーズ（井上心葉）
  - “文学少女”と死にたがりの道化【前篇】・【後篇】
  - “文学少女”と飢え渇く幽霊【前篇】・【後篇】
  - “文学少女”と繋がれた愚者【前篇】・【後篇】
- ボーイフレンド（仮）キャラクターCDシリーズvol.8 ドラマ「スペシャルレシピを召し上がれ」（奥結望）
- ボクラノキセキ（バルト）※6・9・10・14巻限定版特別付録ドラマCD
- Magnolia（ロベール）※4巻限定版特別付録ドラマCD
- ミラクル☆トレイン イントロダクションドラマCD（吉祥寺拓人）
- 模型戦士ガンプラビルダーズ ビギニングG COLLECTOR'S EDITION（タツ・シマノ）
- 46番目の密室（檜垣光司）
- ラブ★トリップ〜これってハネムーン?〜 三重編（真鍋千尋）
- 恋愛番長2 MidnightLesson!!! ドラマCD Sweet Sweet Birthday!!!（風紀番長）
- ドラマCD「ROOT∞REXX」Vol.1（橘伊織)
- ワンド オブ フォーチュン シリーズ（エスト・リナウド）
  - ワンド オブ フォーチュン ドラマCD 〜呪われた予告状〜
  - ワンド オブ フォーチュン ドラマCD 〜ちいさなまほうのものがたり〜
  - ワンド オブ フォーチュン ドラマCD 〜ルルのいない朝〜
  - ワンド オブ フォーチュン2 〜時空に沈む黙示録〜 ドラマCD 「巡り会えた奇跡」
  - ワンド オブ フォーチュン2 〜時空に沈む黙示録〜 ドラマCD 「歓迎!ミルス・クレア病院」（入院患者エスト[147]）
  - ワンド オブ フォーチュン2 FD 〜君に捧げるエピローグ〜 ドラマCD「7つの時空でパパといっしょ!」[148]
  - ワンド オブ フォーチュン R ドラマCD〜サバイバルドリーム〜

### ボイスドラマ
- 青春アドベンチャー（NHK-FM）
  - 「尾張春風伝」
  - 「魔岩伝説」
  - 「砂漠の歌姫」
  - 「夢見るゴシック　それは常世のレクイエム」
  - 「ウィッグ取ったらただの人」
  - 「１８４８」
  - 「世界から歌が消える前に」
  - 「昼も夜も彷徨え」
  - 「彼女が遺したミステリ」（2025年1月6日 - 19日） - 桐山博人 役[149]
- FMシアター（NHK-FM）
  - 「質屋」
  - 「ツユクサ」
- 特集オーディオドラマ（NHK-FM）
  - 「さざ波のみち」
- ENEOS ON THE WAY COMEDY 道草（TOKYO FM）
- ウルトラマンゼット&ゼロ ボイスドラマ（2020年、ジャンナイン）

### 吹き替え

#### 担当俳優
ティモシー・シャラメ
- 君の名前で僕を呼んで（2018年、エリオ・パールマン）
- ビューティフル・ボーイ（2019年、ニック・シェフ）
- HOT SUMMER NIGHTS/ホット・サマー・ナイツ（2020年、ダニエル・ミドルトン）
- ストーリー・オブ・マイライフ/わたしの若草物語（2020年、ローリー）
- デューンシリーズ（2021年 - 2024年、ポール・アトレイデス）
  - DUNE/デューン 砂の惑星
  - デューン 砂の惑星PART2

- ドント・ルック・アップ（2021年、ユール）

#### 映画
- ロケットマン（1997年）
- サイモン・バーチ（1998年）
- 太陽は、ぼくの瞳（1999年）
- ホーンティング（1999年、バスケをする少年）
- 雪のビッグ・ウェーブ（1999年、チャーリー）
- サイダーハウス・ルール（2000年、バスター〈キーラン・カルキン〉）
- マーメイド・ボーイ 僕って人魚!?（2001年、ジェス・ウィートリー〈ジャスティン・ジョン・ロス〉）
- オールド・ルーキー（2002年）
- サンタクロース・リターンズ! クリスマス危機一髪（2002年、チャーリー〈エリック・ロイド〉）
- 12人のパパ（2003年、ヘンリー〈ケヴィン・G・シュミット〉）
- ミスティック・リバー（2004年、少年期のジミー〈ジェイソン・ケリー〉）
- 壊滅暴風圏/カテゴリー6（2006年、ガース・ベンソン〈ジェフ・サットン〉）※テレビ東京版
- キング・アーサー（2006年、少年期のランスロット〈エリオット・ヘンダーソン＝ボイル〉）
- サムサッカー（2006年、ジャスティン・コッブ〈ループッチ〉）
- ジョニー・カパハラ 究極のビッグ・ウェーブ（2007年、ジョニー・カパハラ〈ブランドン・ベイカー〉）
- 美しすぎる母（2008年、アントニー・ベークランド〈エディ・レッドメイン〉）
- JUNO/ジュノ（2008年、ポーリー〈マイケル・セラ〉）
- ハイ・フライング・バード -目指せバスケの頂点-（2019年、エリック・スコット〈メルヴィン・グレッグ〉）
- クラウズ〜雲の彼方へ〜（2020年、ザック・ソビアック〈ステファン・アーガス〉[154]）
- ガリー（2022年、ジェス〈ケルヴィン・ハリソン・Jr〉[155]）
- 雨とあなたの物語（2022年、ヨンホ〈カン・ハヌル〉[156]）
- ほの蒼き瞳（2022年、エドガー・アラン・ポー〈ハリー・メリング〉[157]）
- フェイブルマンズ（2023年、サミー・フェイブルマン〈ガブリエル・ラベル〉[158]）
- クレイヴン・ザ・ハンター（2024年、ディミトリ・クラヴィノフ〈フレッド・ヘッキンジャー〉[159]）
- ウィキッド ふたりの魔女（2025年、ボック〈イーサン・スレイター〉[160]）
- インタビュー・ウィズ・ヴァンパイア（2025年、ルイ〈ブラッド・ピット〉[161]）※BS10スターチャンネル版

#### ドラマ
- 4400 未知からの生還者4（2008年、グレアム）
- 24 -TWENTY FOUR- ファイナル・シーズン（2010年、マルコス・アルザカール〈ラミ・マレック〉、ベロー）
- アストリッドとラファエル 文書係の事件録（2023年、ガブリエル・ボワイエ）
- glee/グリー（2011年-2014年、サム〈コード・オーバーストリート〉） - 4作品
- プライベート・プラクティス2 迷えるオトナたち（2011年、ブランドン・ヘンリー）
- ザ・フォロイング（2014年 - 2015年、マーク / ルーク兄弟〈サム・アンダーウッド〉[162]） - 2作品
- CSI:科学捜査班 ザ・ファイナル（2015年）
- ホイール・オブ・タイム（2021年、ランド・アル＝ソア〈ヨシャ・ストラドフスキー〉[163]）
- キリング・イヴ/Killing Eve シーズン2（2022年、ヒューゴ・ターナー〈エドワード・ブルーメル〉[164]）
- ウィロー（2022年、グレイドン〈トニー・レヴォロリ〉[165]）

#### アニメ
- アナスタシア（1997年、夢の中の少年）
- リセス 〜ぼくらの休み時間〜（1997年、ビンス〈初代〉）
- きつねと猟犬（2004年）
- ネクスト・アベンジャーズ: 未来のヒーローたち（2012年、ジェームス）※ディズニーXD版
- マイリトルポニー: エクエストリア・ガールズ - エバーフリーの伝説（2017年、ティンバースプルース）
- トロールズ: シング・ダンス・ハグ!（2019年、トロール・シスル[166]）
- ウォーリーをさがせ!（2021年、ウォーリー）
- スター・ウォーズ:テイルズ・オブ・ジェダイ（2022年、息子）
- ロード・オブ・ザ・リング/ローハンの戦い（2024年、ハマ[167]）

### 特撮
- 仮面ライダーオーズ/OOO（2011年、アンク〈ロスト〉の声[168]）
- ウルトラシリーズ
  - ウルトラマンティガ 第8話（1996年10月26日、TBS系） - 少年
  - ウルトラマンティガ・ウルトラマンダイナ&ウルトラマンガイア 超時空の大決戦（1999年、平間優）
  - ウルトラマンゼロ外伝 キラー ザ ビートスター（2011年、ジャンキラー / ジャンナインの声）
  - ウルトラゼロファイト 第二部（2012年、ジャンナインの声）
  - 劇場版 ウルトラマンジード つなぐぜ! 願い!!（2018年、ジャンナインの声[169]）

### ラジオ
※はインターネット配信。
- 入野自由と宮本駿一のBOY'S ANGEL（2003年、Victor Entertainment※）
- decade on NET〜ラジオD・N・ANGEL〜（2005年、Victor Entertainment※）
- ツバサ・クロニクル 由依&美香のぷり☆すて（2005年、BEAT☆Net Radio!※）※マンスリーパーソナリティー
- ツバサ・クロニクル ぷり☆すて RETURN（2006年、BEAT☆Net Radio!※）
- ソレスタルステーション00（2007年 - 2009、文化放送、ラジオ大阪）
- 突発!WEBラジオ『歌ラジ』（2008年 - 2009年〈配信期間〉、クロフネZERO※）
- CLUB ココ&ナッツ（2008年、アニメイトTV※）
- 鉄腕バーディー DECODE:R（2008年 - 2009年、公式サイト※）
- ファントムらじお〜明るい未来計画〜（2009年、メディファクラジオ※）
- 入野自由の入野自由（2009年 - 2019年、USEN音楽放送）
- アスラクライン『カミラジオ!』（2009年、アニメイトTV※）
- ソレスタルステーション00R（2009年 - 2010年、文化放送、ラジオ大阪）
- ラジオ文学少女〜真夜中の文芸部〜（2010年 - 2011年、超!A&G+、ランティスウェブラジオ、ファミ通.com※）
- 男子高校生の日常WEBラジオ『男子高校生の日常会話』（2011年 - 2012年、アニメイトTV※）
- つり球ラジオ〜好き勝手トーキング〜（2012年、音泉※）
- キャプテン・アース 〜Midsummer's Night〜（2014年、超!A&G+※）

### ラジオCD
- アスラクライン ラジオCD
  - アスラクライン カミラジオ! DJCD 1
  - DJCD「カミラジオ 出張版！」※DVD1・4巻、DVD2 1・4巻初回限定版
- Yes!プリキュア5 Go Go!Webラジオ CLUB ココ&ナッツ Vol.1 - 5
- おそ松さん【シェーWAVE】オフ松さん収録ラジオCD① ※アニメイト特典
- 機動戦士ガンダム00 シリーズ
  - 機動戦士ガンダム00 ラジオCD ※月刊ニュータイプ2009年4月号付録
  - 機動戦士ガンダム00 ソレスタルステーション00 GN粒子最大散布スペシャルCD1 - 3
- キューティクル探偵因幡 シリーズ
  - DJCD「レディオ・ディ・ヴァレンティーノ」Vol.2
  - バラエティーCD1
- セイクリッドセブン シリーズ
  - ラジオCD「SACRED CD Vol.01 - 04」※DVD Vol.01 - 04 アニメイト特典
  - ラジオCD「SACRED CD 復活編」※劇場版特典
- 07-GHOST「ハクレン vs シュリ」※DVD第12巻アニメイト限定版特典
- DJCD 男子高校生の日常会話
- つり球ラジオ 好き勝手トーキング!Vol.1・2
- D・N・ANGEL シリーズ
  - 入野自由＆宮本駿一の「ANGEL VOICE」※月刊ASUKA 2004.01月号 プレミアムCD
  - D・N・ANGEL decade Sugisaki's special CD 〜月刊Asuka出張版
- 電波女と青春男「DJCD Vol.2」※DVD5特典
- ネオ アンジェリーク シリーズ
  - スペシャルラヂオCD RADIO on ANIMAGE ネオ アンジェリーク Abyss 〜財団へようこそ〜 ※『アニメージュ』2008年8月号付録
  - ラジオCD ネオ アンジェリーク Abyss「Edge of Abyss」※DVD特典
  - ネオ アンジェリーク Special 〜エレンフリート with ジェット〜
- VitaminZ DJCD「私立聖帝学園放送部活動録」巻の参

### ナレーション
- KiramuneカンパニーR/L（2016年1月15日・2月12日・10月14日/29日、フジテレビNEXT / フジテレビTWO）
- ジブリのうた（2018年8月9日、NHK総合）
- ありえへん∞世界（2018年11月13日、テレビ東京、ボイスオーバー）
- 日立 世界・ふしぎ発見!（2019年8月24日、TBSテレビ）
- 仰天！海の底まる見え検証（ナショナルジオグラフィック）

### テレビ番組
※はインターネット配信。
- KiramuneカンパニーR/L（2016年、フジテレビNEXT/フジテレビTWO）

### 映像商品
- Clamp Festival 2011
- ANOHANA FES.
- ガンダム00 Festival 2009-2010 “A trailer for the trailblazer”
- ネオロマンスシリーズ
  - ネオロマンス♥ライヴ 2008 Summer
  - ネオロマンス♥フェスタ ネオ アンジェリーク 大陸祭典（アルカディア・カーニバル）
  - ネオロマンス♥フェスタ10
  - ネオロマンス15周年Special ネオロマンス♥ライヴ 〜アンジェリーク&ネオ アンジェリーク〜
  - ネオ アンジェリーク Special 大陸祭日（アルカディア・ホリディ）
  - ネオロマンス♥15thアニバーサリー
  - ネオロマンス♥ライヴ 2011 Autumn
- VitaminZ シリーズ
  - VitaminZ〜大阪・初夏の陣〜
  - VitaminZ〜東京・盛夏の陣〜
  - VitaminZ 百花繚乱 幕張・炎夏の陣 愛してるZ!!!!!!
  - VitaminXtoZ いくぜっ!究極（ハイパー）★エクスプロージョン
- おそ松さんスペシャルイベント フェス松さん'16

### テレビドラマ
- はだかの刑事 第11話（1993年、日本テレビ系） - 子供
- NHK大河ドラマ秀吉（1996年、NHK） - 子供
- 3年B組金八先生第4期（1996年、TBS） - 少年時代の歩 役
- 東京龍（1997年、NHK-BS） - 少年時代の黒田龍人 役
- ズッコケ三人組2 #9（1999年12月11日、NHK教育テレビ） - 放送委員 役
- 俺たちは天使だ! NO ANGEL NO LUCK 第4話（2009年7月22日、テレビ東京） - タモツ 役
- コドモ警察（2012年、TBS系） - 野上浩二郎〈大人の声〉 役
- 勇者ヨシヒコと悪霊の鍵 最終話（2012年12月11日、テレビ東京） - 皇帝の声〈洗脳されていない状態〉 役
- 植物男子ベランダー Season1（2014年、NHK） - 幻玉の声 役（ミニコーナー「多肉愛の劇場」）
  - 植物男子ベランダー 俺のウィンタースペシャル（2015年） - 幻玉の声〈多肉愛の劇場〉
  - 植物男子ベランダー Season3（2016年） - 幻玉の声〈多肉愛の劇場〉
- 好きな人がいること 第4話（2016年8月1日、フジテレビ系） - 安西知宏 役
- 絶景探偵。SP（2019年3月1日、福島中央テレビ） - バーの常連[170]
- 小河ドラマ 徳川☆家康 全4話（2021年3月31日 - 4月2日） - 白川新太郎のマネージャー・小宮山 役[171]
- 禍話（2021年7月11日、朝日放送テレビ） - かぁなっき 役[172][173]
- 元彼の遺言状 第6話（2022年5月16日、フジテレビ） - 柴田勝家 役[174]

### 実写映画
- 時空警察ハイペリオン（2009年、一條海人 / 時空刑事カイト）
- モノクロームの少女（2009年、五十嵐広志）
- 小河ドラマ 徳川☆家康 劇場版（2021年3月27日 - 4月2日、※ユーロスペースにて特別上映） - 白川のマネージャー・小宮山 役[171]

### CM
- アクエリアス CM（小野伸二と共演）
- PS Vita「終わりのセラフ 運命の始まり」（2015年[175]）
- 味の素 「鍋キューブ」いきなりワンキューブ（2019年[176]）

### PV
- 僕はロボットごしの君に恋をする（大沢健）[177]

### 舞台
- コルチャック先生（1995年）
- 赤毛のアン（2002年、ギルバート）
- 空色勾玉（2004年、稚羽矢）
- NINAGAWAシェイクスピア・リチャード三世（2005年、ヨーク公リチャード）
- 丹波屋物語（2006年、中条浩太郎）
- アンバランス（2007年）
- カラクリ雪之JOE変化（2009年、葛江順之助）
- SMILY☆SPIKY コントライブ第2弾「あいつちょっとこっちみてやんの。」（2009年）
- ガーネットオペラ（2010年、羽柴秀吉）
- 絆〜KIZUNA〜少年よ大紙を抱け!（2010年、米山直）
- NOISES OFF ノイゼスオフ（2011年、ティム）
- 露出狂（2012年、比留）
- シアタークリエ ONE-HEART MUSICAL FESTIVAL（2012年）
- 屋根の上のヴァイオリン弾き（2013年、パーチック）
- 宝塚BOYS（2013年、長谷川好弥）
- 交響劇 船に乗れ!（2013年、合田隼人）
- 最高はひとつじゃない2014（2014年、吉良）
- 今度は愛妻家（2014年、古田誠）
- シアタークリエ ONE-HEART MUSICAL FESTIVAL 2014 夏（2014年）
- ミュージカル「タイタニック」（2015年、フリート）
- HEADS UP!（2015年、佐野慎也）
- 朗読音楽劇「fair TRADE」（2016年）
- ETERNAL CHIKAMATSU-近松門左衛門「心中天網島」より-（2016年、太兵衛）
- 音楽朗読劇「ヴォイサリオン」女王がいた客室（2016年、マイカ・デミドフ）
- ヴィンセント・ヴァン・ゴッホ（2016年、テオ）[178]
- 屋根の上のヴァイオリン弾き（2017年 - 2018年、モーテル）
- 銀河鉄道999（2018年、大山トチロー）
- ラヴズ・レイバーズ・ロスト -恋の骨折り損-（2019年、ロンガヴィル）
- KERA CROSS第2弾「グッドバイ」（2020年、清川）
- ミュージカル『ボディガード』日本版（2020年、ストーカー）
- ミュージカルコメディ『Gang Showman』（2020年、ロバート）
- 『ピーター&ザ・スターキャッチャー』（2020年、主演 ピーター）
- 『ブライトン・ビーチ回顧録』（2021年、スタンリー）
- ミュージカル『ボディガード』日本版（2022年、ストーカー）[179]
- 『三十郎大活劇』（2022年、岡村淳平）
- ミュージカル『シンデレラストーリー』（2022年、廷臣・ピエール）[180]
- 舞台『管理人 / THE CARETAKER』（2022年、アストン）[181]
- 夜叉ヶ池（2023年、山沢学円）[182]
- リーディング音楽劇『ジャングル大帝』（2023年、ココ）[183]
- リーディングシアター『アドレナリンの夜』（2023年）[184]
- ミュージカル『キャメロット（英語版）』（2023年、モルドレッド）[185]
- PARCO PRODUCE 2024『リア王』（2024年、コーンウォール公）[186][187]
- PARCO＆CUBE produce 2024 ミュージカル『ダブリンの鐘つきカビ人間』（2024年、戦士）[188]
- PARCO PRODUCE 2024『ワタシタチはモノガタリ』（2024年）[189]
- KERA CROSS 第6弾『消失』（2025年）[190]
- 浪人街（2025年、赤牛弥五右衛門）[191]
- 朗読劇『告白 コンフェッション』（2025年、浅井）[192][193]
- PARCO PRODUCE 2025『ブロードウェイ・バウンド』（2025年、スタンリー[194]）
- キャッシュ・オン・デリバリー（2025年 - 2026年〈予定〉、ドクター・チャップマン[195]）

### その他コンテンツ
- 進研ゼミ高校講座（翔太）
- コニカミノルタプラネタリウム「星宙の未来花(ホシゾラのミライカ)music byスキマスイッチ」（2018年11月30日-、ナレーション）
- ふわわせピュアラルさん（2021年、若手営業マンのしんじ[196]）
- TRUE WIRELESS STEREO EARPHONES アニメ『プラチナエンド』モデル（2021年、架橋明日[197]）

## ディスコグラフィ

### シングル
|        | 発売日         | タイトル             | 規格品番   | 規格品番   | オリコン 最高位 |
| 豪華盤 | 発売日         | タイトル             | 通常盤     |            | オリコン 最高位 |
| ------ | -------------- | -------------------- | ---------- | ---------- | --------------- |
| 1st    | 2009年11月25日 | Faith                | LACM-34673 | LACM-4673  | 82位            |
| 2nd    | 2010年4月21日  | JUMP                 | LACM-34699 | LACM-4699  | 60位            |
| 3rd    | 2016年4月6日   | 嘘と未来と           | LACM-34467 | LACM-14467 | 15位            |
| 4th    | 2018年6月20日  | FREEDOM              | LACM-34764 | LACM-14764 | 15位            |
| 5th    | 2021年12月1日  | CHEERS               |            | LACM-24210 | 38位            |
| 6th    | 2023年12月6日  | 愛さずにはいられない | LACM-34466 | LACM-24466 | 23位            |

### アルバム

#### ベストアルバム
| 発売日        | タイトル | 規格品番      | 規格品番     | オリコン 最高位 |
| 発売日        | タイトル | 豪華盤        | 通常盤       | オリコン 最高位 |
| ------------- | -------- | ------------- | ------------ | --------------- |
| 2024年6月19日 | 15       | LACZ-10206/12 | LACA-19041/7 | 14位            |

#### フルアルバム
|        | 発売日         | タイトル      | 規格品番   | 規格品番   | オリコン 最高位 |
| 豪華盤 | 発売日         | タイトル      | 通常盤     |            | オリコン 最高位 |
| ------ | -------------- | ------------- | ---------- | ---------- | --------------- |
| 1st    | 2010年10月20日 | vivid         | LACA-35061 | LACA-15061 | 62位            |
| 2nd    | 2016年11月30日 | DARE TO DREAM | LACA-35598 | LACA-15598 | 13位            |
| 3rd    | 2020年11月4日  | Life is...    | LACA-35834 | LACA-15834 | 18位            |

#### ミニアルバム
|        | 発売日        | タイトル         | 規格品番     | 規格品番   | オリコン 最高位 |
| 豪華盤 | 発売日        | タイトル         | 通常盤       |            | オリコン 最高位 |
| ------ | ------------- | ---------------- | ------------ | ---------- | --------------- |
| 1st    | 2009年6月24日 | Soleil           | LACA-35928   | LACA-5928  | 107位           |
| 2nd    | 2011年11月9日 | Advance          | LACA-35164   | LACA-15164 | 45位            |
| 3rd    | 2012年8月8日  | cocoro           | LACA-35222   | LACA-15222 | 41位            |
| 4th    | 2014年2月19日 | E=mc2            | LACA-35367   | LACA-15367 | 17位            |
| 5th    | 2015年5月8日  | 僕の見つけたもの | LACA-35486   | LACA-15486 | 8位             |
| 6th    | 2019年3月20日 | Live Your Dream  | LACA-35776   | LACA-15776 | 12位            |
| 7th    | 2022年11月9日 | NO CONCEPT       | LACA-35021/2 | LACA-25021 | 49位            |

### 映像作品
| 発売日         | タイトル                                                          | 規格品番      |
| -------------- | ----------------------------------------------------------------- | ------------- |
| 2019年6月26日  | 入野自由MUSIC CLIP COLLECTION「NOW & FOREVER」                    | LABX-8349     |
| 2024年12月25日 | Kiramune Presents IRINO MIYU LIVE 2024 “SUGOI MUSIC” LIVE Blu-ray | LABZ-10028/30 |

### キャラクターソング
| 発売日   | 商品名                                                                                       | 歌 | 楽曲                                                                | 備考                                                      |
| 2003年   | 2003年                                                                                       | 2003年 | 2003年                                                              | 2003年                                                    |
| -------- | -------------------------------------------------------------------------------------------- | --- | ------------------------------------------------------------------- | --------------------------------------------------------- |
| 10月22日 | D・N・ANGEL Vocal Collection                                                                 | 丹羽大助（入野自由） | 「風になりたい（full version）」                                    | テレビアニメ『D・N・ANGEL』関連曲                         |
| 2005年   |                                                                                              | |                                                                     |                                                           |
| 10月26日 | 「アイシールド21」 SONG FIELD 1                                                              | 小早川瀬那（入野自由） | 「GO!!」                                                            | テレビアニメ『アイシールド21』関連曲                      |
| 12月21日 | 「アイシールド21」 SOUND FIELD SPECIAL                                                       | 小早川瀬那（入野自由）、雷門太郎（山口勝平）、栗田良寛（永野広一）、姉崎まもり（平野綾） | 「Chain of power」                                                  | テレビアニメ『アイシールド21』関連曲                      |
| 2006年   |                                                                                              | |                                                                     |                                                           |
| 2月1日   | ツバサ・クロニクル ドラマ&キャラソン アルバム「王宮のマチネ」 Chapter.2 〜ありえないゴール〜 | 小狼（入野自由） | 「キズナ」                                                          | ドラマCD『ツバサ・クロニクル』関連曲                      |
| 3月24日  | ツバサ・クロニクル ドラマ&キャラソンアルバム「王宮のマチネ」 Chapter.3 〜言えないセリフ〜    | 小狼（入野自由）、サクラ（牧野由依） | 「ユメノツバサ（Duet Ver.）」                                       | ドラマCD『ツバサ・クロニクル』関連曲                      |
| 8月9日   | Run to Win!                                                                                  | 小早川瀬那（入野自由）、雷門太郎（山口勝平）、栗田良寛（永野広一）、姉崎まもり（平野綾） | 「Run to Win!」                                                     | テレビアニメ『アイシールド21』エンディングテーマ          |
| 2007年   |                                                                                              | |                                                                     |                                                           |
| 12月5日  | Yes!プリキュア5 キャラクター&Vocalアルバム1 ココ&ナッツ〜ふたりの王子〜                      | 夏（入野自由） | 「永遠につながる」                                                  | テレビアニメ『Yes!プリキュア5』関連曲                     |
| 12月5日  | Yes!プリキュア5 キャラクター&Vocalアルバム1 ココ&ナッツ〜ふたりの王子〜                      | 夏（入野自由）、小々田（草尾毅） | 「星の冠」                                                          | テレビアニメ『Yes!プリキュア5』関連曲                     |
| 2008年   |                                                                                              | |                                                                     |                                                           |
| 1月9日   | Yes!プリキュア5 キャラクター&Vocalアルバム2 ココ&ナッツ 〜先生と店長〜                       | 夏（入野自由） | 「jewel」                                                           | テレビアニメ『Yes!プリキュア5』関連曲                     |
| 1月9日   | Yes!プリキュア5 キャラクター&Vocalアルバム2 ココ&ナッツ 〜先生と店長〜                       | 夏（入野自由）、小々田（草尾毅） | 「TIME MACHINE」                                                    | テレビアニメ『Yes!プリキュア5』関連曲                     |
| 3月5日   | アイシールド21 complete BEST ALBUM                                                           | 小早川瀬那（入野自由） | 「Thank.s」                                                         | テレビアニメ『アイシールド21』関連曲                      |
| 3月19日  | ネオ アンジェリーク 〜sincerely〜                                                            | エレンフリート（入野自由）、マティアス（楠大典）、ジェット（中村悠一）、ロシュ（木村良平） | 「Labyrinth 〜風の迷宮〜」                                          | 『ネオ アンジェリーク』関連曲                             |
| 5月9日   | Yes!プリキュア5 GoGo! Webラジオ CLUB ココ&ナッツ Vol.1                                       | 夏（入野自由）、小々田（草尾毅） | 「宿題」                                                            | テレビアニメ『Yes!プリキュア5』関連曲                     |
| 6月4日   | 「ネオ アンジェリークAbyss」キャラクターソングVol.1                                          | エレンフリート（入野自由） | 「NO SELF-CONTROL」                                                 | 『ネオ アンジェリーク』関連曲                             |
| 6月29日  | ネオロマンス．イベントテーマソング - Promised Rainbow                                        | エレンフリート（入野自由）、レイン（高橋広樹）、土浦梁太郎（伊藤健太郎）、月森蓮（谷山紀章）、サザキ（関智一）、風早（井上和彦）、ユーイ（浪川大輔）、オスカー（堀内賢雄）                                               | 「Promised Rainbow」                                                | 『ネオ アンジェリーク』関連曲                             |
| 7月2日   | Yes!プリキュア5 GoGo! Webラジオ CLUB ココ&ナッツ Vol.2                                       | 夏（入野自由）、小々田（草尾毅） | 「LOVE BOX」                                                        | テレビアニメ『Yes!プリキュア5』関連曲                     |
| 9月3日   | Yes!プリキュア5 GoGo! Webラジオ CLUB ココ&ナッツ Vol.3 通常版                                | 夏（入野自由）、小々田（草尾毅） | 「薔薇と友情」                                                      | テレビアニメ『Yes!プリキュア5』関連曲                     |
| 10月29日 | ヴォーカル集 ネオ アンジェリーク Special 〜gold note〜                                       | エレンフリート（入野自由） | 「premier amour」                                                   | 『ネオ アンジェリーク』関連曲                             |
| 10月29日 | ヴォーカル集 ネオ アンジェリーク Special 〜gold note〜                                       | エレンフリート（入野自由）、レイン（高橋広樹） | 「Innocent Jewels」                                                 | 『ネオ アンジェリーク』関連曲                             |
| 10月29日 | ヴォーカル集 ネオ アンジェリーク Special 〜gold note〜                                       | エレンフリート（入野自由）、ロシュ（木村良平） | 「La Vie en Rose〜薔薇色の奇跡〜」                                  | 『ネオ アンジェリーク』関連曲                             |
| 11月5日  | Yes!プリキュア5 GoGo! Webラジオ CLUB ココ&ナッツ Vol.4                                       | 夏（入野自由）、小々田（草尾毅） | 「ジョイナス」                                                      | テレビアニメ『Yes!プリキュア5』関連曲                     |
| 11月26日 | ネオ アンジェリークAbyss バラエティーCD vol.1「アルカディア パラダイス」                     | エレンフリート（入野自由）、レイン（高橋広樹）、ジェット（中村悠一） | 「REAL WINNER」                                                     | 『ネオ アンジェリーク』関連曲                             |
| 2009年   |                                                                                              | |                                                                     |                                                           |
| 1月28日  | Yes!プリキュア5 GoGo! Webラジオ CLUB ココ&ナッツ Vol.5                                       | 夏（入野自由）、小々田（草尾毅） | 「夜明けは流星に連れられて」                                        | テレビアニメ『Yes!プリキュア5』関連曲                     |
| 2月25日  | Yes!プリキュア5 ボーカルベスト「ぼくらがいたこと」                                           | 夏（入野自由）、小々田（草尾毅） | 「ちいさな大きな贈り物」                                            | テレビアニメ『Yes!プリキュア5』関連曲                     |
| 4月22日  | ネオ アンジェリーク Special 〜platinum harmony〜                                             | エレンフリート（入野自由）、レイン（高橋広樹）、ニクス（大川透）、ジェイド（小野坂昌也）、ヒュウガ（小野大輔）、ルネ（山口勝平）、ベルナール（平川大輔）、マティアス（楠大典）、ジェット（中村悠一）、ロシュ（木村良平） | 「軌跡 〜the brilliant days〜」                                     | 『ネオ アンジェリーク』関連曲                             |
| 7月8日   | 「Phantom 〜Requiem for the Phantom〜」インスパイアードマキシ「ツヴァイ」                    | ツヴァイ（入野自由） | 「Who's crying?」 「背徳の牙城」                                    | テレビアニメ『Phantom 〜Requiem for the Phantom〜』関連曲 |
| 8月5日   | VitaminZ キャラクターソングCD「方丈慧&方丈那智 編」                                          | 方丈慧（入野自由） | 「光」 「告白」                                                     | ゲーム『VitaminZ』関連曲                                  |
| 8月26日  | 機動戦士ガンダム00 Voice Actor Single 入野 自由 come across 沙慈・クロスロード               | 沙慈・クロスロード（入野自由） | 「Paint the Sky」 「VOICE 〜ここから始まる愛〜」                    | テレビアニメ『機動戦士ガンダム00』関連曲                  |
| 10月14日 | スペシャルコラボ・ヴォーカル集「ネオロマンスフレンズ」                                       | エレンフリート（入野自由） | 「Hardest Squall（full version）」                                  | 『ネオ アンジェリーク』関連曲                             |
| 2010年   |                                                                                              | |                                                                     |                                                           |
| 7月21日  | ワンド オブ フォーチュン キャラクターソングアルバム                                          | エスト・リナウド（入野自由） | 「誓ノ闇」                                                          | ゲーム『ワンド オブ フォーチュン』関連曲                  |
| 7月21日  | ワンド オブ フォーチュン キャラクターソングアルバム                                          | エスト・リナウド（入野自由）、ノエル・ヴァルモール（鈴木千尋）、ラギ・エル・ナギル（柿原徹也 | 「ウラハラ協奏曲（ラプソディ）」                                    | ゲーム『ワンド オブ フォーチュン』関連曲                  |
| 10月6日  | オオカミさんと七人の仲間たち キャラクターソングアルバム オトギソングス BEST10                | 森野亮士（入野自由） | 「それが大事」                                                      | テレビアニメ『オオカミさんと七人の仲間たち』関連曲        |
| 2011年   |                                                                                              | |                                                                     |                                                           |
| 2月16日  | ぬらりひょんの孫 キャラクターCDシリーズ 雪女／三羽鴉                                         | トサカ丸（入野自由）、黒羽丸（下野紘）、ささ美（小清水亜美） | 「3つの翼」                                                         | テレビアニメ『ぬらりひょんの孫』関連曲                    |
| 10月5日  | セイクリッドセブン ドラマ・キャラクターアルバムII Fragment of S7 鏡誠×藍羽メイド隊S7         | 鏡誠（入野自由） | 「Silent Passion」                                                  | テレビアニメ『セイクリッドセブン』関連曲                  |
| 2012年   |                                                                                              | |                                                                     |                                                           |
| 3月21日  | 君と僕。 第4巻特典キャラクターソングCD                                                       | ホマイエロー（入野自由）、ホマレッド（木村良平）、ホマブラック（小野友樹）、ホマブルー（内山昂輝）、ホマピンク（豊永利行）                                                                                               | 「高校戦隊ホマレンジャー」                                          | テレビアニメ『君と僕。』関連曲                            |
| 8月15日  | VitaminZ Character Song CD 百歌繚乱 其の参 〜慧/那智〜                                       | 方丈慧（入野自由） | 「蜜（ジギル）」                                                    | ゲーム『VitaminZ』関連曲                                  |
| 8月22日  | VitaminZ Character Song CD 百歌繚乱 其の禄 〜VitaminZのテーマ〜 A4+P2                        | 方丈慧（入野自由）、方丈那智（野島健児）、成宮天十郎（KENN）、不破千聖（前野智昭）、多智花八雲（代永翼）、嶺アラタ（森久保祥太郎）                                                                                       | 「愛してるZ!!!!!!」                                                 | ゲーム『VitaminZ』関連曲                                  |
| 10月24日 | 君と僕。2 第5巻特典キャラクターソングCD                                                      | 橘千鶴（入野自由） | 「メリー・ゴーラウンド・メリー」                                    | テレビアニメ『君と僕。2』関連曲                           |
| 11月17日 | Brand New World                                                                              | 鳴神鴻（入野自由）、榊木鋭史（寺島拓篤）、羽々崎暁（岡本信彦）、御堂十弥（鳥海浩輔）、朝霧敦士（梶裕貴） | 「Brand New World」                                                 | ゲーム『恋は校則に縛られない！』オープニングテーマ        |
| 12月10日 | 恋は校則に縛られない！ キャラクターソングコレクション Vol.05 鳴神鴻                          | 鳴神鴻（入野自由） | 「Updater」 「Brand New World」                                     | ゲーム『恋は校則に縛られない！』関連曲                    |
| 2013年   |                                                                                              | |                                                                     |                                                           |
| 6月26日  | 神々の悪戯 神曲集 アポロン&ハデス                                                            | アポロン・アガナ・ベレア（入野自由） | 「光の中」                                                          | ゲーム『神々の悪戯』関連曲                                |
| 2014年   |                                                                                              | |                                                                     |                                                           |
| 4月30日  | TILL THE END                                                                                 | アポロン（入野自由）、ハデス（小野大輔）、月人（上村祐翔）、尊（豊永利行）、バルドル（神谷浩史）、ロキ（細谷佳正） | 「TILL THE END」                                                    | テレビアニメ『神々の悪戯』オープニングテーマ              |
| 4月30日  | REASON FOR…                                                                                  | アポロン（入野自由）、ハデス（小野大輔）、月人（上村祐翔）、尊（豊永利行）、バルドル（神谷浩史）、ロキ（細谷佳正） | 「REASON FOR…」                                                     | テレビアニメ『神々の悪戯』エンディングテーマ              |
| 6月18日  | 神々の悪戯 神曲集 アポロン&ハデス                                                            | アポロン・アガナ・ベレア（入野自由） | 「Bubble Shine」                                                    | テレビアニメ『神々の悪戯』関連曲                          |
| 9月24日  | 神々の悪戯 Blu-ray/DVD IV 特典デュエットキャラクターソングCD2「ギリシャ神話」                | アポロン・アガナ・ベレア（入野自由）、ハデス・アイドネウス（小野大輔） | 「HOPE」                                                            | テレビアニメ『神々の悪戯』関連曲                          |
| 2015年   |                                                                                              | |                                                                     |                                                           |
| 9月16日  | ボーイフレンド（仮） キャラクターCDシリーズ vol.8                                            | 奥結望（入野自由） | 「Happy Cooking!!」                                                 | ゲーム『ボーイフレンド（仮）』関連曲                      |
| 12月16日 | SIX SAME FACES 〜今夜は最高!!!!!!〜                                                          | イヤミ（鈴村健一） feat.おそ松（櫻井孝宏）、カラ松（中村悠一）、チョロ松（神谷浩史）、一松（福山潤）、十四松（小野大輔）、トド松（入野自由）                                                                             | 「SIX SAME FACES 〜今夜は最高!!!!!!〜」                             | テレビアニメ『おそ松さん』エンディングテーマ              |
| 2016年   |                                                                                              | |                                                                     |                                                           |
| 3月9日   | ボーイフレンド（仮） キャラクターソングアルバム vol.2                                        | 奥結望（入野自由）、逢坂紘夢（寺島拓篤）、堤誠志郎（諏訪部順一） | 「I wanna know」                                                    | ゲーム『ボーイフレンド（仮）』関連曲                      |
| 3月16日  | SIX SHAME FACES 〜今夜も最高!!!!!!〜                                                         | トト子（遠藤綾） feat.おそ松（櫻井孝宏）、カラ松（中村悠一）、チョロ松（神谷浩史）、一松（福山潤）、十四松（小野大輔）、トド松（入野自由）                                                                               | 「SIX SHAME FACES 〜今夜も最高!!!!!!〜」                            | テレビアニメ『おそ松さん』エンディングテーマ              |
| 5月11日  | 神々の悪戯 InFinite 神曲集 二重唱 アポロン＆ハデス                                           | アポロン・アガナ・ベレア（入野自由）、ハデス・アイドネウス（小野大輔） | 「紳士同盟 -who need you?-」                                        | ゲーム『神々の悪戯 InFinite』関連曲                       |
| 9月7日   | おそ松さん Original Sound Track Album                                                        | イヤミ（鈴村健一）、トト子（遠藤綾） feat.おそ松さんオールスターズ | 「SIX SAME FACES 〜今夜も最高!!!!!!!!!!!!!!〜 type FINAL」          | テレビアニメ『おそ松さん』エンディングテーマ              |
| 2017年   |                                                                                              | |                                                                     |                                                           |
| 12月6日  | レッツゴー！ムッツゴー！〜6色の虹〜                                                          | ROOTS66 with 松野家6兄弟 | 「レッツゴー！ムッツゴー！〜6色の虹〜 早松66」                      | テレビアニメ『おそ松さん』第2期エンディングテーマ         |
| 12月6日  | レッツゴー！ムッツゴー！〜6色の虹〜                                                          | ROOTS66 with 松野家6兄弟 | 「レッツゴー！ムッツゴー！〜6色の虹〜 遅松66」                      | テレビアニメ『おそ松さん』第2期エンディングテーマ         |
| 2018年   |                                                                                              | |                                                                     |                                                           |
| 1月24日  | ボーイフレンド（仮） プロジェクト ミュージックアルバム 藤城学園#02                           | キッチン・ズエ | 「Cookin' Makin' Love」                                             | ゲーム『ボーイフレンド（仮）』関連曲                      |
| 2月28日  | 大人÷6×子供×6                                                                                | The おそ松さんズ with 松野家6兄弟 | 「大人÷6×子供×6」                                                   | テレビアニメ『おそ松さん』第2期エンディングテーマ         |
| 8月24日  | BAKA-BONSOIR!                                                                                | B.P.O -Bakabon-no Papa Organization- | 「BAKA-BONSOIR!」                                                   | テレビアニメ『深夜！天才バカボン』オープニングテーマ      |
| 8月24日  | BAKA-BONSOIR!                                                                                | B.P.O -Bakabon-no Papa Organization- | 「BAKA-BONSOIR! Nano Order Remix」                                  | テレビアニメ『深夜！天才バカボン』関連曲                  |
| 2019年   |                                                                                              | |                                                                     |                                                           |
| 5月22日  | 真夜中のオカルト公務員 キャラクターソング                                                    | 宮古新（福山潤）、姫塚セオ（入野自由）、榊京一（前野智昭） | 「シゴトオワリ。」                                                  | テレビアニメ『真夜中のオカルト公務員』関連曲              |
| 6月26日  | えいがのおそ松さん オリジナルサウンドトラック                                                | 松野カラ松（中村悠一）、松野チョロ松（神谷浩史）、松野一松（福山潤）、松野十四松（小野大輔）、松野トド松（入野自由） | 「赤塚ホテル」                                                      | 劇場アニメ『えいがのおそ松さん』挿入歌                    |
| 2020年   |                                                                                              | |                                                                     |                                                           |
| 9月18日  | おそ松さん ULTRA NEET BOX 特典CD                                                             | トティ美（入野自由） | 「BANANA」                                                          | テレビアニメ『おそ松さん』第2期挿入歌                     |
| 12月16日 | Max Charm Faces 〜彼女は最高♡♡!!!!!!〜                                                       | Shuta Sueyoshi with Totoko（遠藤綾）♡Nya（山下七海） & 松野家6兄弟 | 「Max Charm Faces 〜彼女は最高♡♡!!!!!!〜」                          | テレビアニメ『おそ松さん』第3期エンディングテーマ         |
| 2021年   |                                                                                              | |                                                                     |                                                           |
| 2月24日  | Amazing Intelligence 〜クズは最高!!!!!!!!!!!!!♡♡△△〜                                         | オムスビ（山本和臣） with おそ松さんオールスターズ | 「Amazing Intelligence 〜クズは最高!!!!!!!!!!!!!♡♡△△〜」            | テレビアニメ『おそ松さん』第3期エンディングテーマ         |
| 8月18日  | おそ松さん Original Sound Track Album3                                                       | Shuta Sueyoshi with Totoko（遠藤綾）♡Nya（山下七海） & 松野家6兄弟 | 「Max Charm Faces 〜彼女は最高♡♡!!!!!!〜 Smile Again」              | テレビアニメ『おそ松さん』第3期エンディングテーマ         |
| 8月18日  | おそ松さん Original Sound Track Album3                                                       | オムスビ（山本和臣） with おそ松さんオールスターズ | 「Amazing Intelligence 〜クズは最高!!!!!!!!!!!!!♡♡△△〜 Type FINAL」 | テレビアニメ『おそ松さん』第3期エンディングテーマ         |

### その他参加作品
| 発売日        | 商品名                                                                        | 歌                                                                                  | 楽曲 | 備考 |
| ------------- | ----------------------------------------------------------------------------- | ----------------------------------------------------------------------------------- | --- | ---- |
| 2010年4月14日 | 新・百歌声爛―男性声優編―                                                      | 入野自由                                                                            | 「プリキュア5、フル・スロットル GO GO!」 「光」 「儚くも永久のカナシ」 「Butter-Fly」 「空色デイズ」 「白夜 -True Light-」 「Summer rain」 「スピカ」 「Shangri-La」 「地球防衛組応援歌」 |      |
| 2012年2月22日 | ディズニー・デート〜声の王子様〜Standard Edition                              | 入野自由                                                                            | 「アンダー・ザ・シー」 |      |
| 2012年2月22日 | ディズニー・デート〜声の王子様〜Standard Edition                              | 入野自由&山寺宏一&神谷浩史&鈴村健一&福山潤&櫻井孝宏&杉田智和&緑川光&森川智之&関智一 | 「ミッキーマウス・マーチ」 |      |
| 2022年7月27日 | [Re:collection] HIT SONG cover series feat.voice actors 〜00's-10's EDITION〜 | 入野自由                                                                            | 「青いベンチ」 |      |

one step
歌：翔太&拓海&陽菜
※オリジナルDVD「進研ゼミ高校講座」エンディングテーマ
奇跡のヒカリ
歌：相羽壮平
※PSPゲーム「サイキン恋シテル？」オープニングテーマ

## ライブ

### 合同ライブ
| 出演日        | タイトル                                  | 会場                  |
| ------------- | ----------------------------------------- | --------------------- |
| 2011年12月4日 | リスアニ！LIVE 2011                       | 日本武道館（東京都）  |
| 2018年8月4日  | 吉野裕行 Live Tour 2018“情熱アンソロジー” | なんばHatch（大阪府） |